# Monte Suribachi
O monte Suribachi é um vulcão adormecido com 155 m de altitude, que constitui o ponto mais alto da ilha vulcânica de Iwo Jima, Japão.
O monte ficou mundialmente famoso graças à fotografia de Joe Rosenthal Raising the Flag on Iwo Jima, que retratava o hasteamento da bandeira dos Estados Unidos em seu cume por marines norte-americanos, após a sua conquista na Batalha de Iwo Jima durante a Guerra do Pacífico da Segunda Guerra Mundial, tornando-de um ícone e objeto de uma estátua alusiva à vitória das tropas estado-unidenses na batalha pela conquista da ilha, em fevereiro de 1945.